# Brodhead, Kentucky
Brodhead är en ort i Rockcastle County i Kentucky, USA. År 2000 hade orten 1 193 invånare. Den har enligt United States Census Bureau en area på 5,7 km², allt är land.